# Модна фотография
Модната фотография се дели на 2 основни вида – репортажна фотография и фотосесии.

## Репортажи
Репортажната фотография включва заснемания на модни ревюта, дефилета, събития и др. За да се улови момента при такъв род събития е необходимо първо да има необходимата техника и осветление, и второ да има опитен оператор (фотограф). Тези събития изискват висока организация и ангажираност на хората, които представят своята марка, за да се грижат успешно и за това. Така че в тази част от представянето е необходимо да се доверите на специалист, тъй като събитието не може да бъде повторено, при евентуален неуспех на снимките или резултатите да не бъдат такива, каквито сте очаквали, дори да разполагате с висок клас техника за заснемане.

## Фотосесии
Фотосесия се нарича професионалното заснемане на облекла или модели. Може да стане с фотосеанс(и) в студио, или в мострена зала или магазин, като се извлече максимума при визията, която ще получат крайните фотоси, и то без да е необходима допълнителна обарботка на изображенията. Това би спомогнало оформянето и изготвянето на рекламния каталог, предпечата, интернет приложенията и т.н.